# Решкі (Мазовецьке воєводство)
Решкі (пол. Reszki) — село в Польщі, у гміні Щавін-Косьцельни Ґостинінського повіту Мазовецького воєводства.
Населення — 96 осіб (2011).
У 1975-1998 роках село належало до Плоцького воєводства.

## Демографія
Демографічна структура станом на 31 березня 2011 року:
|          | Загалом | Допрацездатний вік | Працездатний вік | Постпрацездатний вік |
| -------- | ------- | ------------------ | ---------------- | -------------------- |
| Чоловіки | 41      | 13                 | 26               | 2                    |
| Жінки    | 55      | 13                 | 32               | 10                   |
| Разом    | 96      | 26                 | 58               | 12                   |